# 马河畔勒松
马河畔勒松（法語：Ressons-sur-Matz，法語發音：[ʁəsɔ̃ syʁ ma]）是法国瓦兹省的一个市镇，位于该省东北部，属于贡比涅区。

## 地名
《世界地名翻译大辞典》与《世界地名译名词典》将其纯音译作“雷松-叙马茨”，虽然“sur”后接非河名的时候地名需纯音译，不过此处的“Matz”确实是一条河流的名称，该地名理应意译。此外，该译名有两处错误：“Ressons”发音特殊，其发音为[ʁəsɔ̃]，不符合字母“e”在两相同辅音字母前发/ɛ/（如“verrière”，[vɛʁjɛʁ]）或/e/（如“message”，[mesaʒ]）的法语基本发音规则，根据实际发音其应译作“勒松”而非“雷松”（情况与之相同的地名还有勒松勒隆和勒松拉拜）；河名“Matz”发音为[ma]，字母“tz”不发音，即便是选择纯音译也应译作“马”而非“马茨”。

## 地理
马河畔勒松（49°32'24"N, 2°44'45"E）面积9.23 平方千米，位于法国上法蘭西大區瓦兹省，该省份为法国北部内陆省份，北起索姆省，西接厄尔省和滨海塞纳省，南至塞纳-马恩省和瓦兹河谷省，东临埃纳省。
与马河畔勒松接壤的市镇（或旧市镇、城区）包括：昂特伊波尔特、屈维伊、阿龙德河畔古尔奈、马河畔马尔尼、马尔凯格利斯、拉讷维尔叙勒松。
马河畔勒松的时区为UTC+01:00、UTC+02:00（夏令时）。

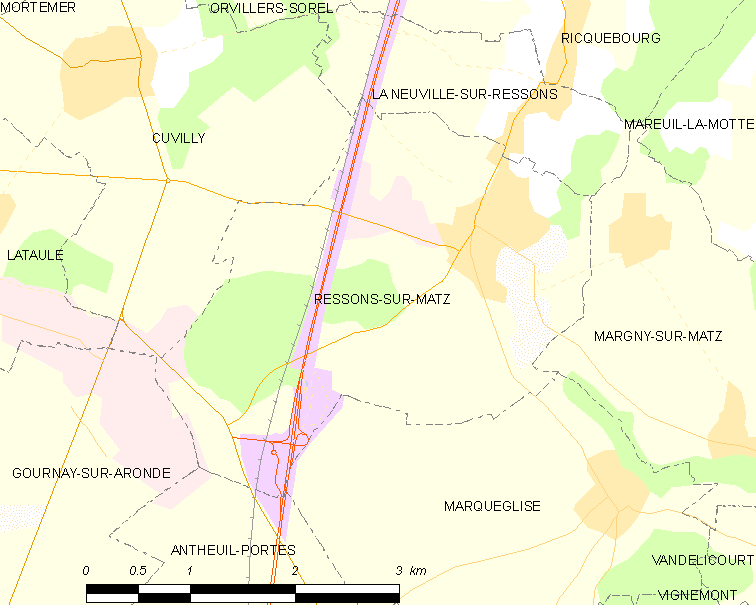
马河畔勒松的OSM定位图

## 行政
马河畔勒松的邮政编码为60490，INSEE市镇编码为60533。

## 政治
马河畔勒松所属的省级选区为埃斯特雷圣但尼县。

## 人口

1962-2008年间马河畔勒松人口变化图示

马河畔勒松于2022年1月1日时的人口数量为1742人。